# Seleção Equatoriana de Futebol Sub-20
A Seleção Equatoriana de Futebol Sub-20, também conhecida por Equador Sub-20, é a seleção Equatoriana de futebol formada por jogadores com idade inferior a 20 anos. 